# Cerqueux
Cerqueux és un antic municipi francès situat al departament de Calvados i a la regió de Normandia. L'any 2018 tenia 82 habitants. Des del 1r de gener de 2016 es va integrar com municipi delegat en el municipi nou de Livarot-Pays-d'Auge que en reunir vint-i-dos antics municipis, és el més gros de tots els municipis nous.

## Demografia
El 2007 tenia 104 habitants. Hi havia 44 famílies. El 2007 hi havia 57 habitatges: 43 habitatges principals, 11 ern segones residències i 3 desocupats. La població ha evolucionat segons el següent gràfic:

## Economia
El 2007 la població en edat de treballar era de 59 persones, 39 eren actives i 20 eren inactives. L'any 2000 a Cerqueux hi havia sis explotacions agrícoles.